# Premio Internacional Mendelssohn de Leipzig
El Premio Internacional Mendelssohn de Leipzig (hasta 2009: Premio Leipzig Mendelssohn) es otorgado desde 2007 por la Fundación Mendelssohn en la Gewandhaus de Leipzig. Se puede dividir en tres categorías: música , bellas artes y compromiso social. Esta clasificación está dirigida a la diversidad creativa del compositor Felix Mendelssohn Barthold y conmemora sus talentos distintivos y su incansable labor de progreso social. El honorable premio se otorga a las personas que están particularmente preocupados por la obra y personalidad de Mendelssohn.

## Figura de bronce
La figura de bronce del Premio Mendelssohn se modela partir del monumento situado en la parte frontal del Gewandhaus en Leipzig desde 1993 de Jo Jastram y se elabora en la fundición de Marc Krepp, Berlin. El peso de una figura es 3400 g.

## Ganadores
2007
Kurt Masur, fue el ganador del primer premio en el Año 2007 en la Categoría de Música. La ocasión fue el 80 cumpleaños del conductor, que había prestado atención desde su primera juventud a la música y la obra de Felix Mendelssohn y grabó muchas composiciones de Mendelssohn por primera vez en vinilo.
2008
Anne-Sophie Mutter (Música), Peter Sloterdijk (Compromiso Social)
2009
Riccardo Chailly (Música), Armin Mueller-Stahl (Arte Visual), Helmut Schmidt (Compromiso Social)
2010
Lang Lang (Música), Iris Berben (Compromiso Social)
2011
Peter Schreier (premio de Honor en la Categoría de Música), Marcel Reich-Ranicki (Compromiso Social)
2012
[Coro de Santo Tomás de Leipzig]] (Música), Harald Schmidt (Compromiso Social)
2013
Richard von Weizsäcker (Compromiso Social), Thomas Hampson (Música), Markus Lüpertz (Artes Visuales)
2014
Hans-Dietrich Genscher (Compromiso Social), Gewandhaus-Quartett (Música: Frank Michael Herederos, Violín - Conrad Suske, Violín - Olaf Hallmann, Viola Jürnjakob Timm, Violonchelo)
2016
Tomoko Masur (Compromiso Social)